# Lepista (vlinder)
Lepista is een geslacht van vlinders van de familie spinneruilen (Erebidae), uit de onderfamilie Arctiinae.

## Soorten
- L. aposema Kühne, 2010
- L. arabica (Rebel, 1907)
- L. atrescens Hampson, 1903
- L. pandula (Boisduval, 1847)
- L. pulverea Hampson, 1914
- L. semiochracea (Felder, 1874)